# Elbschloss Bleckede

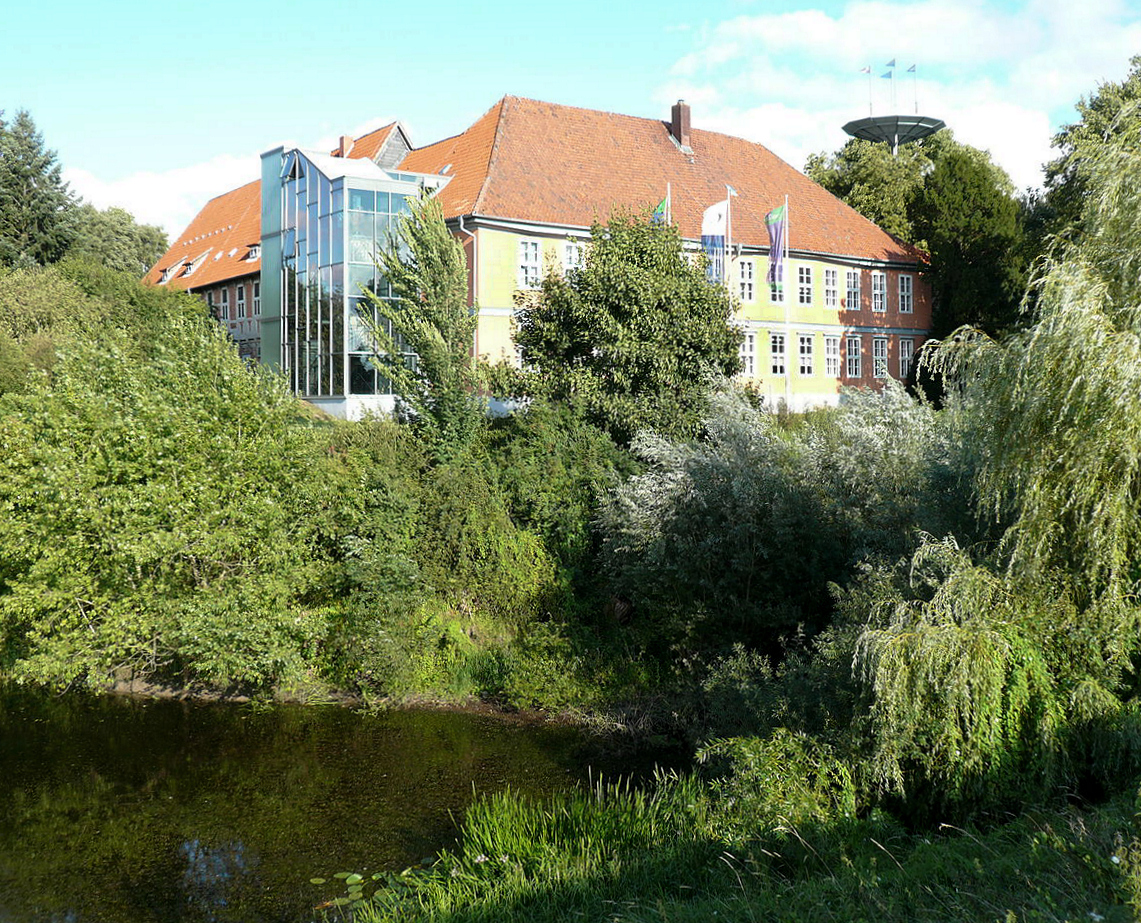
Außenansicht von Elbschloss Bleckede mit Wassergraben

Das Elbschloss Bleckede (eigene Schreibweise: ElbSchloss Bleckede)  ist eine zweiflüglige Schlossanlage und ursprüngliche Burg in Bleckede im niedersächsischen Landkreis Lüneburg.

## Geschichte und Beschreibung
Die Stadt Bleckede wurde unter dem Namen „Löwenstadt“ im Jahr 1209 durch Herzog Wilhelm von Lüneburg als Nachfolgerin der 1189 zerstörten Stadt Bardowick gegründet. 1248 wird eine Zollstätte an der Elbe bezeugt, die 1258 an die Askanier gelangte. 
Eine Burg der Herzöge von Sachsen-Lauenburg wurde in der 1209 durch Herzog Wilhelm von Lüneburg (als Nachfolgerin der 1189 zerstörten Stadt Bardowick) gegründeten Stadt Bleckede erstmals 1270 ausdrücklich in den Quellen erwähnt. In einer undatierten, aus den Jahren 1271–74 stammenden Urkunde verpflichteten diese sich gegenüber dem Herzogtum Lüneburg, die Burg zu zerstören und nicht wieder aufzubauen. Burg und Ort gelangten 1308 wieder an die Welfen zurück. Im Lüneburger Erbfolgekrieg wechselte die Burg in der sogenannten Bleckeder Fehde bis 1383 mehrfach den Besitzer. Danach war sie fast durchgehend an die Stadt Lüneburg verpfändet, wobei Lüneburg das pfand weitergab. 1600 erfolgte nach gekündigter Pfandschaft die Räumung der Burg durch die Lüneburger. Zur gleichen Zeit wurde anstatt des verfallenen Hauptgebäudes des Burg ein Amtshaus aus Fachwerk errichtet. Die Befestigungen müssen aber weiterhin instand gehalten worden sein, denn 1620 widerstanden sie einer Belagerung durch die Dänen. Bis 1932 blieb das Schloss Verwaltungssitz, mit der Auflösung des Kreis Bleckede zog dann das Amtsgericht ein.
Die auf einem Geestrücken gelegene Burg war auf ihrer Rückseite ursprünglich von einem Elbarm umflossen. Das fast quadratische Gelände von 100 × 90 m Ausmaß ist außer auf der Westseite noch von einem Wassergraben umgeben. Ältester Teil der Schlossanlage ist der mittelalterliche Bergfried, von dem heute nur noch der 9 m hohe Turmstumpf erhalten ist. Der Nordflügel des Schlosses wurde von Herzog Ernst II. von Braunschweig-Lüneburg im Jahre 1600 in Fachwerk errichtet. Der barocke Westflügel, in dem sich heute Ausstellungsräume befinden, entstand um das Jahr 1743. 
Ab dem 16. Jahrhundert war die Anlage der Sitz des Amtmanns von Bleckede. Die Heimatschriftstellerin Auguste von der Decken (1827–1908) wurde hier geboren. Von 1885 bis 1932 war das Elbschloss Verwaltungssitz des Kreises Bleckede. 

## Heutige Nutzung
Im Schloss haben seit einer umfassenden Sanierung im Jahre 2000 das Informationszentrum für das Biosphärenreservat Niedersächsische Elbtalaue (Biosphaerium Elbtalaue) sowie die örtliche Tourist-Information ihren Sitz. Das Informationszentrum präsentiert im Schloss auf drei Etagen eine rund 1000 m² große Ausstellung über die Elbtalaue, unter anderem mit einem Elbfisch-Aquarium. 2002 wurde der historische Turmstumpf durch eine eingebrachte Metallkonstruktion zum Aussichtsturm ausgebaut, der einen guten Blick in die Elbtalaue ermöglicht.
In der Umweltwerkstatt finden vielfältige Umweltbildungsprogramme für Kindergärten, Schulen und Menschen mit Behinderungen statt. Das Biosphaerium mit seinen rund 20 Fischarten und einer Biberanlage ist Mitglied in der Deutschen Tierparkgesellschaft.
Im ehemaligen Gerichtssaal finden Hochzeiten statt.

## Veranstaltungen
Drei Jahrzehnte lang fand im Schlosshof das Festival „Musikalischer Frühling“ statt. 2008 startete am selben Festspielort das Elbschloss Festival – Mittsommer in Bleckede. Im August wird ein Burgfest mit mittelalterlichen Marktständen organisiert und im April gibt es einen Kunsthandwerkermarkt im Nordflügel.

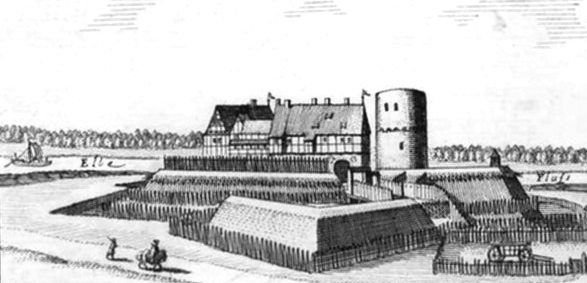
Merian-Stich des Schlosses noch mit Rundturm, Wall und Wassergraben, 1654
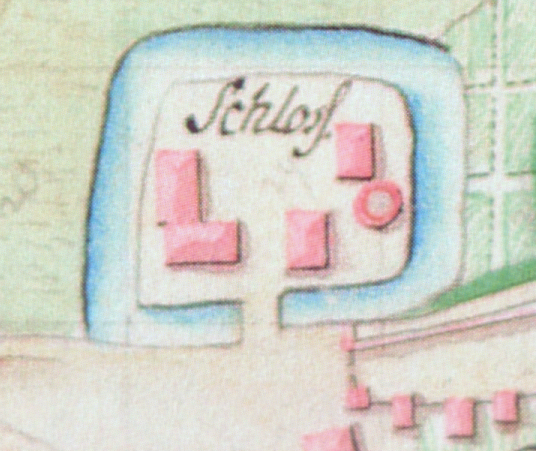
Das Schloss auf einem Stadtplan von Bleckede, 1777
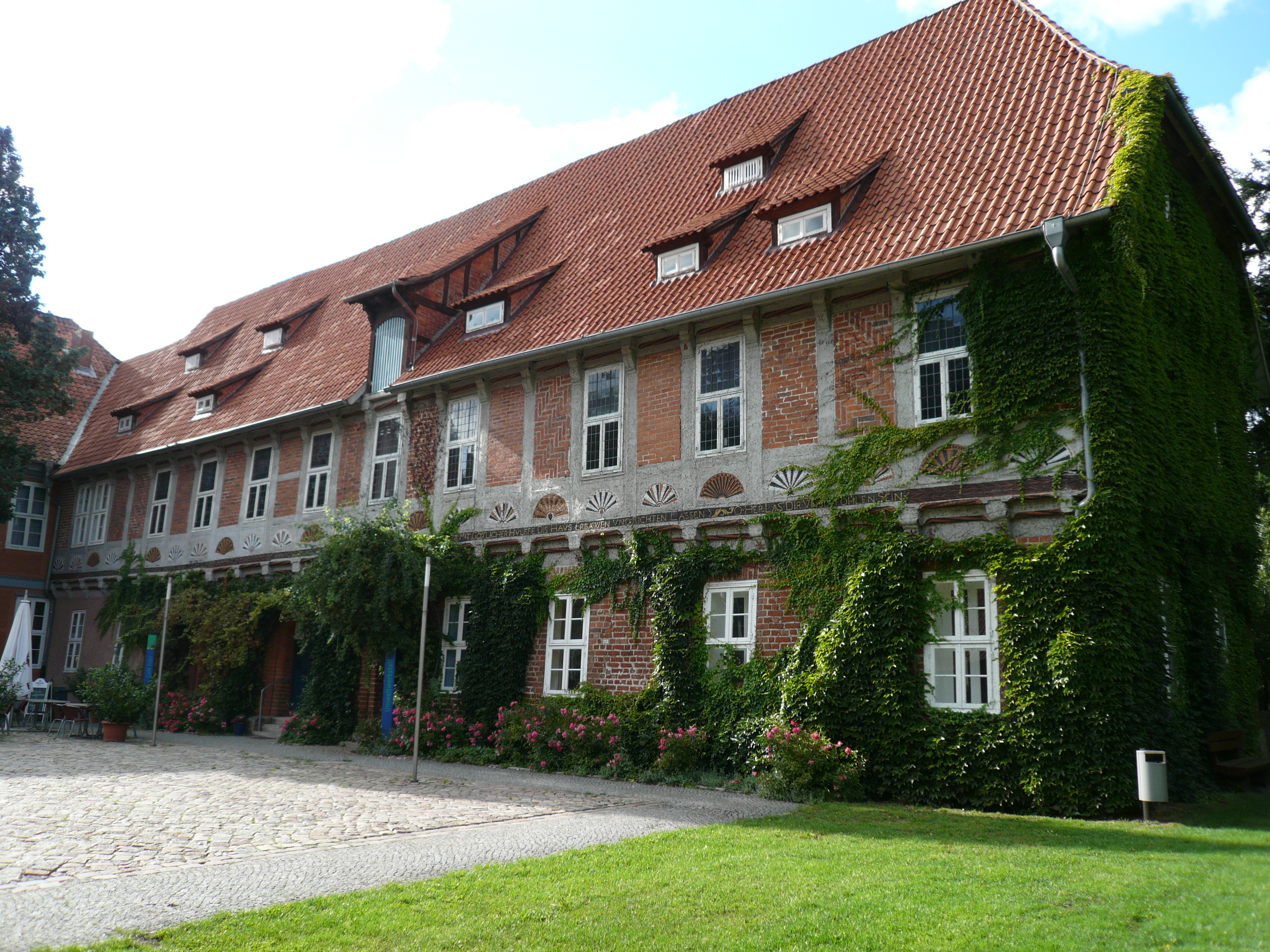
Innenhof des Schlosses

## Trivia
Einige Außenaufnahmen für den Film Grün ist die Heide entstanden im September 1951 auf dem Hof des Schlosses Bleckede.